# Saurauia myrmecoidea
Saurauia myrmecoidea är en tvåhjärtbladig växtart som beskrevs av Elmer Drew Merrill. Saurauia myrmecoidea ingår i släktet Saurauia och familjen Actinidiaceae. Inga underarter finns listade i Catalogue of Life.